# フレムディンゲン
フレムディンゲン (ドイツ語: Fremdingen) はドイツ連邦共和国バイエルン州シュヴァーベン行政管区のドナウ＝リース郡に属す町村（以下、本項では便宜上「町」と記述する）である。

## 地理
フレムディンゲンはアウクスブルク地方、ネルトリンガー・リースの北縁部に位置する。

### 自治体の構成
この町は、公式には15の地区 (Ort) からなる。このうち小集落や孤立農場などを除く集落を以下に列記する。
- ビューリンゲン
- エンスリンゲン
- フレムディンゲン
- ハウゼン
- ヘルプリンゲン
- ホーホアルティンゲン
- ショプフローエ
- ゼクローエ

## 歴史
フレムディンゲンはエッティンゲン＝シュピールベルク侯領に属した。1806年のライン同盟によりこの町はバイエルン王国領となった。フレムディンゲンは、オッパースベルク、ウッテンシュテッテン・ウント・グリュンホーフ、ビューリンゲン、エンスリンゲン、ハウゼン、ヘルプリンゲン、ホーホアルティンゲン、ラウシュテッテン、シュプフローエおよび、アイタースベルクとホッホシュタットを含むゼクローエとが1978年に合併して、新しい自治体フレムディンゲンが形成された。

### 人口推移
- 1970年 2,266人
- 1987年 2,129人
- 2000年 2,198人

## 行政
2014年から、フランク・メルクト (Bürgerlicher Wahlblock) がこの町の町長を務めている。
町議会は14人の議員からなる。

### 紋章
金地に、赤い後光を背負い、黒い立ち襟の服を着た聖レオンハルトが描かれている。その周りには青い鎖が巡らされ、青い鍵が掛けられている。

## 経済と社会資本

### 教育
- 国民学校 1校

## 引用
1. ↑  https://www.statistikdaten.bayern.de/genesis/online?operation=result&code=12411-003r&leerzeilen=false&language=de Genesis-Online-Datenbank des Bayerischen Landesamtes für Statistik Tabelle 12411-003r Fortschreibung des Bevölkerungsstandes: Gemeinden, Stichtag (Einwohnerzahlen auf Grundlage des Zensus 2011)
2. ↑  Bayerische Landesbibliothek Online